# Atelopus eusebianus
Atelopus eusebianus là một loài cóc thuộc họ Bufonidae.
Đây là loài đặc hữu của Colombia.
Môi trường sống tự nhiên của chúng là đồng cỏ nhiệt đới hoặc cận nhiệt đới vùng đất cao và sông ngòi.
Chúng hiện đang bị đe dọa vì mất nơi sống.